# Devdas
Pour les articles homonymes, voir Devdas (homonymie).
Devdas (দেবদাস) est un roman sentimental, écrit par Sarat Chandra Chatterjee, publié en 1917. 
Il relate l'histoire d'amour contrarié entre Devdas, jeune homme issu d'une famille aisée, et Parvati, la fille de ses voisins d'extraction plus modeste. Souvent comparé à un Roméo et Juliette indien, le roman connut un immense succès et fit l'objet de plusieurs traductions et de nombreuses adaptations cinématographiques en Inde.

## Résumé
C'est l'histoire d'un amour passionné et contrarié entre Devdas, fils d'un riche « zamindar » (propriétaire de plusieurs villages), et sa voisine Paro (ou Parou), diminutif de Parvati, fille de voisins de condition plus modeste. Amis d'enfance, ils ne se voient pas pendant quatre ans car le père de Devdas a envoyé celui-ci faire des études à Calcutta (dix ans à Londres dans l'adaptation cinématographique de 2002). À son retour, sa famille s'oppose à leur mariage et Paro se résigne donc à épouser un riche veuf. Devdas, accablé par le chagrin, sombre dans la déchéance et l'alcoolisme. Il retourne à Calcutta où son ami Chuni lui présente une courtisane à la beauté légendaire, Chandramukhi, qui l'aide et prend soin de lui, tandis que ce dernier la rejette.
On peut considérer Devdas, Parvati et Chandramukhi comme étant les personnages principaux de ce roman.
Devdas agit sans réfléchir, il ne prend conscience de ses erreurs qu'après les avoir commises. En effet, il ne se rend compte de son amour pour Paro et ne réagit que plusieurs jours après avoir vu refuser la demande en mariage de la famille de cette dernière, malgré le risque qu'a pris Parvati en se rendant une nuit chez lui et dans sa propre chambre pour lui avouer son amour.
Parvati, bien que de nature généreuse (une fois mariée elle a pour habitude de donner de la nourriture aux pauvres), est extrêmement fière et orgueilleuse. Son orgueil blessé l'empêche d'accepter la demande en mariage de Devdas, une fois que celui-ci s'est rendu compte de son amour pour elle, et elle répliquera à Devdas que son mariage à venir avec un aristocrate la rendra d'un rang supérieur à son voisin.
Chandramukhi, à l'inverse de Paro, est plus modeste, conformément à son statut de courtisane. Peu habituée à une quelconque considération de la part des hommes qu'elle fréquente, elle est touchée par la haine et le dégoût évidents que porte Devdas à son encontre, et elle en tombe amoureuse.
Dans une traduction d'Amarnath Dutta, le narrateur conclut l'histoire en ces termes :
« Je n'ai aucune idée de ce que Parvati est devenue maintenant à la suite de tant d'années. Je ne cherche pas à le savoir non plus. Mais c'est pour Devdas que j'éprouve un profond chagrin. Après avoir lu l'histoire tragique de sa vie, vous éprouverez sans doute le même sentiment que moi. Néanmoins, si jamais vous rencontrez un malheureux, un débauché et un pécheur comme Devdas, alors priez pour son âme. Priez pour que, quoi qu'il advienne, personne ne meure de la même façon pitoyable que Devdas. La mort n'épargne personne. Mais qu'à cette dernière heure, le front du mort reçoive le toucher de doigts affectueux, que la flamme de la vie s'éteigne sous le regard d'un visage empli d'affection et de compassion, qu'il voie au moins une larme dans les yeux d'un être humain. Ce serait pour lui un bonheur suffisant au moment de son départ pour l'autre monde. »

## Adaptations

### Cinéma
Devdas a fait l'objet de nombreuses adaptations cinématographiques, principalement en Inde, en plusieurs langues dont le bengali, l'hindi, l'ourdou, le malayalam, le télougou et le tamoul.
| Année | Titre    | Langue             | Réalisateur           | Distribution           | Distribution      | Distribution      | Notes                                 |
| Année | Titre    | Langue             | Réalisateur           | Devdas                 | Parvati           | Chandramukhi      | Notes                                 |
| ----- | -------- | ------------------ | --------------------- | ---------------------- | ----------------- | ----------------- | ------------------------------------- |
| 1928  | Devdas   | film muet          | Naresh Chandra Mitra  | Phani Burma            | Tarakbala         | Niharbala         | Film perdu                            |
| 1935  | Debdas   | Bengali            | P.C. Barua            | P.C. Barua             | Jamuna            | Chandrabati Devi  | Film partiellement perdu              |
| 1935  | Devdas   | Hindi              | P.C. Barua            | K.L. Saigal            | Jamuna            | Rajkumari         |                                       |
| 1937  | Devdasa  | Tamoul             | P.V. Rao              | P.V. Rao               | G.B. Rajayee      | ?                 | Film perdu                            |
| 1953  | Devadasu | Télougou et Tamoul | Vedantam Raghavaiah   | Akkineni Nageswara Rao | Savitri           | Lalitha           | Film bilingue                         |
| 1955  | Devdas   | Hindi              | Bimal Roy             | Dilip Kumar            | Suchitra Sen      | Vyjayanthimala    |                                       |
| 1965  | Devdas   | Ourdou             | Khawaja Sarfaraz      | Habib Taalish          | Shamim Ara        | Nayyar Sultana    | Film pakistanais                      |
| 1974  | Devadasu | Télougou           | Vijaya Nirmala        | Ghattamaneni Krishna   | Vijaya Nirmala    | Jayanthi          |                                       |
| 1979  | Debdas   | Bengali            | Dilip Roy             | Soumitra Chatterjee    | Sumitra Mukherjee | Supriya Choudhury |                                       |
| 1982  | Debdas   | Bengali            | Chashi Nazrul Islam   | Bulbul Ahmed           | Kabori Sarwar     | Anwara            | Film bangladeshi                      |
| 1989  | Devadas  | Malayalam          | Crossbelt Mani        | Venu Nagavally         | Parvathy          | Ramya Krishna     |                                       |
| 2002  | Debdas   | Bengali            | Shakti Samanta        | Prasenjit Chatterjee   | Arpita Pal        | Indrani Halder    |                                       |
| 2002  | Devdas   | Hindi              | Sanjay Leela Bhansali | Shah Rukh Khan         | Aishwarya Rai     | Madhuri Dixit     |                                       |
| 2009  | Dev.D    | Hindi              | Anurag Kashyap        | Abhay Deol             | Mahi Gill         | Kalki Koechlin    | Adaptation moderne                    |
| 2010  | Devdas   | Ourdou             | Iqbal Kasmiri         | Nadeem Shah            | Zara Sheikh       | Meera             | Film pakistanais                      |
| 2013  | Debdas   | Bengali            | Chashi Nazrul Islam   | Shakib Khan            | Apu Biswas        | Moushumi          | Film bangladeshi                      |
| 2017  | Devi     | Bengali            | Rick Basu             | Paoli Dam              | Subh Mukherjee    | Shataf Figar      | Adaptation moderne à genres renversés |